# Selga uz rietumiem no Tujas
Selga uz rietumiem no Tujas este o arie protejată (arie specială de conservare — SAC, sit de importanță comunitară — SCI, arie de protecție specială avifaunistică — SPA) din Letonia întinsă pe o suprafață de 58.600,14 ha, integral marine.

## Localizare
Centrul sitului Selga uz rietumiem no Tujas este situat la coordonatele 57°21′22″N 24°11′40″E / 57.3562°N 24.1944°E.

## Înființare
Situl Selga uz rietumiem no Tujas a fost declarat arie de protecție specială avifaunistică în ianuarie 2010 pentru a proteja 15 specii de animale. Alte tipuri de protecție:
- sit de importanță comunitară (în decembrie 2008)
- arie specială de conservare (în ianuarie 2010)[1][3][4]

## Biodiversitate
Situată în ecoregiunea boreală, aria protejată nu include niciun habitat protejat.
La baza desemnării sitului se află mai multe specii protejate:
- păsări (14): alca (Alca torda), rața moțată (Aythya fuligula), Clangula hyemalis, cufundar polar (Gavia arctica), cufundar mic (Gavia stellata), pescăruș mic (Larus minutus), pescăruș râzător (Larus ridibundus), rață catifelată (Melanitta fusca), rață neagră (Melanitta nigra), ferestrașul mare (Mergus merganser), Mergus serrator, cormoran mare (Phalacrocorax carbo), corcodel mare (Podiceps cristatus), chiră de baltă (Sterna hirundo)
- pești (1): Lampetra fluviatilis

Pe lângă speciile protejate, pe teritoriul sitului au mai fost identificate 3 specii de păsări.